# Championnat de Pologne de football 2010-2011
Navigation
Édition précédente Édition suivante
La saison 2010-2011 du championnat de Pologne de football est la 85e saison de l'histoire de la compétition, la 77e sous l'appellation « Ekstraklasa ». Le premier championnat dans la hiérarchie du football polonais oppose seize clubs en une série de trente rencontres, disputées selon le système aller-retour où les différentes équipes s'affrontent une fois par phase. La saison commence le 7 août 2010 et prend fin le 29 mai 2011.
Les trois premières places de ce championnat sont qualificatives pour les compétitions européennes que sont la Ligue des Champions et la Ligue Europa. Une quatrième place est attribuée au vainqueur de la coupe nationale.
Comme la saison dernière, deux clubs ont été promus : le Widzew Łódź et le Górnik Zabrze, qui effectue l'ascenseur. Ils remplacent l'Odra Wodzisław Śląski et le Piast Gliwice. Le Lech Poznań a mis son titre en jeu pour la sixième fois de son histoire.
Après un mano à mano avec le Jagiellonia Białystok, c'est le Wisła Cracovie qui a gagné son treizième titre, officialisé après la vingt-septième journée et le derby contre le Cracovia.

## Les seize clubs participants

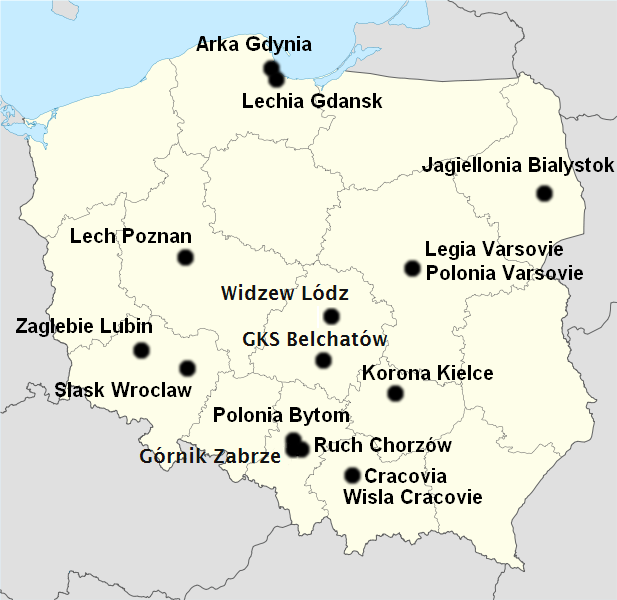
Localisation des clubs participant à la saison 2010-2011 de l'Ekstraklasa.

### Présentation
Avant cette édition 2010-2011 du championnat polonais, le système promotion-relégation a été modifié, supprimant les play-offs. Ainsi, la quatorzième équipe d'Ekstraklasa n'a plus été concernée par la relégation, et la troisième de I Liga n'a plus disputé de double confrontation pour accéder à l'élite.
Champion de deuxième division la saison dernière, le Widzew Łódź retrouve le premier niveau après deux ans d'absence. Le Górnik Zabrze, champion de Pologne quatorze fois et meilleur « performeur » du pays en compétitions européennes, fait l'ascenseur après avoir fini deuxième de I Liga. Ces deux équipes remplacent l'Odra Wodzisław Śląski et le Piast Gliwice, respectivement quinzième et seizième de première division l'année dernière. L'Odra retourne en deuxième division après avoir passé quatorze ans dans l'élite, et Gliwice après seulement deux années, les seules de son histoire.
| Club                  | Dernière montée | Budget (en M€) | 2009- 2010 | Entraîneur actuel    | Depuis | Stade                        | Capacité |
| --------------------- | --------------- | -------------- | ---------- | -------------------- | ------ | ---------------------------- | -------- |
| Arka Gdynia           | 2008            | 4,5            | 14         | František Straka     | 2011   | Stade Municipal              | 15,139   |
| GKS Bełchatów         | 2005            | 5,0            | 5          | Maciej Bartoszek     | 2010   | Stade du GKS Bełchatów       | 5,238    |
| Górnik Zabrze         | 2010            | 6,3            | 2 (D2)     | Adam Nawałka         | 2010   | Stade Ernest Pohl            | 17,772   |
| Jagiellonia Białystok | 2007            | 5,0            | 11         | Michał Probierz      | 2008   | Stade Municipal *            | 6,000    |
| Korona Kielce         | 2009            | 3,8            | 6          | Włodzimierz Gąsior   | 2011   | Stade Municipal              | 13,823   |
| KS Cracovia           | 2004            | 5,8            | 12         | Yuriy Shatalov       | 2010   | Stade Józef Piłsudski        | 15,016   |
| Lech Poznań           | 2002            | 15,1           | 1          | José María Bakero    | 2010   | Stade Municipal              | 43,098   |
| Lechia Gdańsk         | 2008            | 5,0            | 8          | Tomasz Kafarski (en) | 2009   | Stade MOSiR                  | 12,244   |
| Legia Varsovie        | 1948            | 16,3           | 4          | Maciej Skorża        | 2010   | Stade de l'armée polonaise * | 22,836   |
| Polonia Bytom         | 2007            | 2,5            | 7          | Dariusz Fornalak     | 2011   | Stade Edward Szymkowiak      | 6,000    |
| Polonia Varsovie      | 2008            | 7,5            | 13         | Jacek Zieliński      | 2011   | Stade Kazimierz Sosnkowski   | 7,150    |
| Ruch Chorzów          | 2007            | 3,3            | 2          | Waldemar Fornalik    | 2009   | Stade Municipal              | 10,000   |
| Śląsk Wrocław         | 2008            | 6,3            | 9          | Orest Lenczyk        | 2010   | Stade Oporowska              | 8,346    |
| Widzew Łódź           | 2010            | 7,5            | 1 (D2)     | Czesław Michniewicz  | 2010   | Stade Ludwik Sobolewski      | 9,967    |
| Wisła Cracovie        | 1995            | 12,6           | 3          | Robert Maaskant      | 2010   | Stade Henryk Reyman * ,      | 18,607   |
| Zagłębie Lubin        | 2009            | 6,3            | 10         | Jan Urban            | 2011   | Dialog Arena                 | 16,300   |

Légende :
- Qualifié pour deuxième tour de la Ligue des Champions.
- Qualifié pour le troisième tour de la Ligue Europa.
- Qualifié pour le deuxième tour de la Ligue Europa.
- Qualifié pour le premier tour de la Ligue Europa.
- Promu de I Liga.

* Stade en cours de construction ou de rénovation, et qui verra sa capacité évoluer au cours de la saison.

### Changements d'entraîneurs en cours de saison
| Équipe           | Entraîneur partant    | Date de départ    | Remplacé par        | Date d'entrée en fonction |
| ---------------- | --------------------- | ----------------- | ------------------- | ------------------------- |
| Wisła Cracovie   | Tomasz Kulawik (int.) | 21 août 2010      | Robert Maaskant     | 21 août 2010              |
| Polonia Varsovie | José María Bakero     | 13 septembre 2010 | Paweł Janas         | 13 septembre 2010         |
| Śląsk Wrocław    | Ryszard Tarasiewicz   | 22 septembre 2010 | Orest Lenczyk       | 27 septembre 2010         |
| KS Cracovia      | Rafał Ulatowski       | 24 octobre 2010   | Yuriy Shatalov      | 31 octobre 2010           |
| Polonia Bytom    | Yuriy Shatalov        | 28 octobre 2010   | Jan Urban           | 29 octobre 2010           |
| Lech Poznań      | Jacek Zieliński       | 2 novembre 2010   | José María Bakero   | 3 novembre 2010           |
| Widzew Łódź      | Andrzej Kretek        | 15 novembre 2010  | Czesław Michniewicz | 15 novembre 2010          |
| Polonia Bytom    | Jan Urban             | 10 décembre 2010  | Robert Góralczyk    | 13 décembre 2010          |
| Polonia Varsovie | Paweł Janas           | 28 décembre 2010  | Theo Bos            | 6 janvier 2011            |
| Zagłębie Lubin   | Marek Bajor           | 7 mars 2011       | Jan Urban           | 10 mars 2011              |
| Polonia Varsovie | Theo Bos              | 13 mars 2011      | Jacek Zieliński     | 24 mars 2011              |
| Arka Gdynia      | Dariusz Pasieka       | 23 mars 2011      | František Straka    | 23 mars 2011              |
| Korona Kielce    | Marcin Sasal          | 12 mai 2011       | Włodzimierz Gąsior  | 12 mai 2011               |
| Polonia Bytom    | Robert Góralczyk      | 24 mai 2011       | Dariusz Fornalak    | 24 mai 2011               |

## Compétition

### Pré-saison

#### Annonces d'avant-saison
Le 1er juin 2010, sous l'impulsion des présidents de clubs, les dirigeants du groupe Ekstraklasa SA décident de donner le droit aux équipes de pouvoir reporter l'un de leurs matches en cas d'inauguration de leur nouveau stade. Le Legia Varsovie est ainsi le premier club à bénéficier de cette mesure, en décalant son match de la première journée pour en disputer un autre contre le club anglais d'Arsenal le 7 août. Dix jours plus tard, le calendrier officiel est publié. Pour l'ouverture du championnat, le champion en titre, le Lech Poznań, est confronté à celui de deuxième division, le Widzew Łódź.

#### Le mercato estival

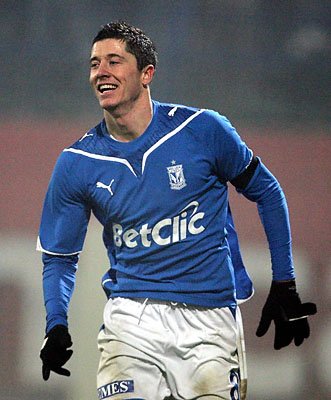
Robert Lewandowski

Le mercato des clubs polonais est dans son ensemble assez calme, tout comme celui des clubs européens. Cependant, plusieurs joueurs importants d'Ekstraklasa quittent le championnat pour les ligues majeures du vieux continent. Comme prévu depuis plusieurs semaines après la fin de la saison 2009-2010, Robert Lewandowski, meilleur buteur de la division, quitte le Lech Poznań pour le Borussia Dortmund, le 11 juin. Son dauphin, Ilijan Micanski, rejoint le même pays en signant sept jours plus tard au 1. FC Kaiserslautern. Arkadiusz Glowacki, joueur historique du Wisła, rejoint Trabzonspor en Turquie. En juillet, Marcelo rejoint le PSV Eindhoven, et Ján Mucha l'Everton Football Club, lui qui y avait déjà signé un pré-contrat en janvier. Mais étonnement, c'est le Legia Varsovie, pas qualifié pour une Coupe d'Europe, qui est le plus actif sur le marché des transferts. Dès le lancement des « opérations », le Legia annonce plusieurs arrivées, comme celles de Srđa Knežević, Manú ou Ivica Vrdoljak. Marijan Antolović, qui remplace Mucha, est déjà la cinquième grosse recrue du club, au soir du 18 juin. Suivent ensuite Bruno Mezenga de Flamengo et Alejandro Cabral du CA Vélez Sársfield. Ce mercato est aussi marqué par le retour des anciennes « gloires » polonaises, comme Artur Wichniarek pour le Lech Poznań, Maciej Żurawski au Wisła Cracovie ou encore Marcin Żewłakow au GKS Bełchatów.

### Les clubs polonais qualifiés en Coupe d'Europe
| Rang | Rang | Évol. | Club                  | Coefficient UEFA 2010 | Coefficient 2006-2010 | Coefficient 2010-2011 | Coefficient UEFA 2011 |
| 2010 | 2011 | Évol. | Club                  | Coefficient UEFA 2010 | Coefficient 2006-2010 | Coefficient 2010-2011 | Coefficient UEFA 2011 |
| ---- | ---- | ----- | --------------------- | --------------------- | --------------------- | --------------------- | --------------------- |
| 147  | 92   | +55   | Lech Poznań           | 11,008                | 10,783                | 10,900                | 21,683                |
| 165  | 155  | +10   | Wisła Cracovie        | 8,508                 | 8,283                 | 1,900                 | 10,183                |
| NC   | 220  | –     | Ruch Chorzów          | 2,508                 | 2,283                 | 1,900                 | 4.183                 |
| NC   | 220  | –     | Jagiellonia Białystok | 2,508                 | 2,283                 | 1,900                 | 4.183                 |

Alors que quatre clubs polonais sont engagés en Coupe d'Europe, seul le Lech Poznań tire son épingle du jeu, et parvient à aller jusqu'aux seizièmes de finale de la Ligue Europa, après avoir battu Manchester City et tenu tête par deux fois à la Juventus. Au contraire, le Ruch Chorzów et le Wisła Cracovie sortent par la petite porte, battus par un adversaire présumé plus faible ou sur un gros score. Pour sa première au niveau européen, le Jagiellonia Białystok est éliminé par l'Aris FC.
Grâce à son bon parcours en Ligue Europa, Poznań progresse au classement UEFA des clubs, et entre dans le top 100.

### Moments forts de la saison
- 1re– 4e journée : Polonia Varsovie et Jagiellonia Białystok sont les seules équipes invaincues en ce début de saison, et occupent logiquement les deux premières places du classement. À l'inverse, le Polonia Bytom et le KS Cracovia n'ont pas gagné un match, et se retrouvent en queue de peloton.
- 5e– 7e journée : Le Jagiellonia prend un peu d'avance, talonné par le Korona Kielce et le GKS Bełchatów. Pour l'inauguration de son nouveau stade, et lors de la septième journée, le Cracovia gagne son premier match, mais reste dernier. Une cassure s'est d'ailleurs formée en bas de classement, Cracovia et Śląsk Wrocław accusant un retard important.
- 8e journée : Le trio de tête reste le même. Le Lech Poznań, champion en titre, semble déjà dépassé, et compte dix points de retard sur la première place.
- 9e– 10e journée :
- 11e journée :
- 12e journée :
- 13e journée :
- 14e journée :
- 15e journée :
- 16e journée :
- 17e journée : Vainqueur du Korona Kielce, le Wisła Cracovie met fin au « règne » du Jagiellonia Białystok, qui durait depuis douze journées, en profitant du match nul de ce dernier à Bełchatów. Le Legia, « maître » de Varsovie grâce à sa victoire sur le Polonia, revient sur les deux équipes de tête.
- 18e journée : Le Jagiellonia perd son premier match à domicile contre le Lechia Gdańsk (1–2), qui se rapproche du podium. Avec cette défaite, le club de l'est de la Pologne laisse filer le Wisła Cracovie, qui gagne son septième match d'affilée et prend quatre points d'avance. Dans le même temps, les cadors supposés du championnat chutent les uns après les autres, et seul le Legia Varsovie semble en mesure de refaire son retard, installé à la troisième place.
- 19e journée : Pour la deuxième fois de suite, le Jagiellonia et le Legia s'inclinent, laissant le champ libre au Wisła, qui clôt cette dix-neuvième journée. Opposé à un mal classé, il peut prendre sept points d'avance sur son premier poursuivant en cas de victoire, mais ne peut faire mieux que match nul. En bas de classement, le Cracovia bat largement le Korona Kielce, enchaîne avec un cinquième match sans défaite et se rapproche de la zone des non relégables.
- 20e journée : Défait par le Ruch Chorzów, le Legia perd sa troisième place au profit de Gdańsk. Dans le match au sommet entre les deux premiers du championnat, c'est le Wisła qui fait la bonne affaire, en prenant huit points d'avance sur son adversaire du jour. Vainqueur face au Cracovia, le Górnik Zabrze revient à hauteur du podium. Dans le bas du classement, le Polonia Varsovie souffle un peu, et compte quatre points d'avance sur la zone rouge.
- 21e journée : Białystok s'impose à Gdynia, et refait un peu son retard sur le Wisła. Au contraire, le club de la mer Baltique voit revenir le Cracovia, qui en gagnant se relance dans la course au maintien et éjecte le Lechia Gdańsk du podium. Le Polonia Varsovie renverse le Lech Poznań et remonte au classement.
- 22e journée : Jagiellonia et Wisła continuent leur marche en avant. Dans le match au sommet de cette vingt-deuxième journée, Poznań, qui établit un nouveau record d'affluence cette saison avec 36 240 spectateurs présents, revient sur la troisième place et à hauteur du Legia, son adversaire d'un soir. Battu par le Korona Kielce, le Śląsk termine sa série d'invincibilité, grande de quatorze rencontres. En bas, l'Arka Gdynia distance le Cracovia en le battant trois à zéro.
- 23e journée : Lors de cette journée décalée, le Jagiellonia met la pression sur Cracovie qui joue le lendemain, en gagnant son match contre le Górnik Zabrze. Invaincu durant onze journées, le Wisła s'incline sur la pelouse du Śląsk Wrocław, et voit revenir son rival à trois points. Le Legia subit un nouveau revers et retombe à la septième place, doublé même par son rival du Polonia, qui est passé de la treizième à la quatrième place en trois journées. En milieu de tableau, l'écart est infime, dix équipes se tenant en quatre points.
- 24e journée : Le Legia met fin à une série de six matches sans victoire, et se rapproche du podium. Autres prétendants, Polonia Varsovie et Śląsk Wrocław s'affrontent, et c'est l'équipe de Silésie qui réalise le gros coup de cette journée, étant après la vingt-quatrième journée à égalité de points du troisième. Opposés à des clubs de bas de tableau, le Wisła et le Jagiellonia sont battus, l'équipe de Cracovie subissant sa première défaite à domicile.
- 25e journée : Legia et Lech, qui disputent leurs matchs à huis clos à cause du comportement d'une partie de leurs supporters lors de la finale de la Coupe de Pologne, sortent vainqueurs de leurs confrontations et se rapprochent des premières places. Alors que la situation reste la même en bas de classement, le Wisła se détache à l'avant, profitant de la lourde défaite du Jaga chez lui contre le Widzew Łódź (trois à un).
- 26e journée : à nouveau battu, le Jagiellonia dit quasiment adieu au titre, étant relégué à neuf points du Wisła Cracovie après la victoire de celui-ci contre le Lech Poznań (qui lui marque le pas dans la course à l'Europe). Il voit même se rapprocher le Śląsk Wrocław et le Lechia Gdańsk à un et deux points respectivement. Vainqueur du Polonia Bytom dans le match de la peur entre deux prétendants à la descente, le Cracovia quitte la dernière place qu'il occupait depuis la deuxième journée et ne possède plus qu'un point de retard sur son adversaire du jour, premier club non relégable.
- 27e journée : à la suite du match nul de Białystok contre le Legia, le Wisła est assuré du titre s'il gagne ou fait nul lors du derby contre le Cracovia, chez lui. Victorieux du GKS Bełchatów, le Śląsk Wrocław prend la deuxième place pour la première fois de la saison. Le 15 mai, le Wisła Cracovie, après avoir dominé toute sa rencontre, s'impose sur le plus petit des scores, et décroche le treizième titre de son histoire. Tous les trois défaits, Bytom, le Cracovia et Gdynia se tiennent en deux points en bas de classement.
- 28e journée : Au gré des différents résultats et du fait de la faible différence de points entre les huit premiers, le haut de tableau est presque complètement modifié, Gdańsk reprenant par exemple la troisième place. Vainqueur du Polonia Bytom dans le match de la peur, l'Arka Gdynia passe au-dessus de la ligne rouge, et relègue son adversaire à l'avant-dernière place (Bytom devient relégable pour la première fois de la saison).
- 29e journée : La lutte pour l'Europe est plus forte que jamais, cinq équipes (Śląsk Wrocław, Jagiellonia Białystok, Lechia Gdańsk, Widzew Łódź et Lech Poznań) pouvant toujours gagner l'un des deux billets encore disponibles. Le suspense est le même en bas de tableau, les trois mêmes clubs espérant encore se maintenir. Le Cracovia est toutefois en meilleure posture après sa victoire surprise sur Białystok trois à zéro.
- 30e journée : Opposés aux deux relégables, Śląsk et Legia conservent leur place sur le podium à la faveur de deux larges victoires. En déplacement à Bełchatów, le Cracovia ne risque donc plus rien, et se permet de perdre un à zéro. Dans la lutte pour la quatrième place, le Jaga retourne la situation dans son match après avoir été mené jusqu'à la cinquante-troisième minute, et conserve son billet pour le premier tour de la Ligue Europa. Cette victoire ne fait pas les affaires du Lech Poznań qui était qualifié jusqu'au but de Tomasz Frankowski, meilleur buteur du championnat.

### Classement
| Rang | Équipe                | Pts | J  | G  | N  | P  | Bp | Bc | Diff |
| ---- | --------------------- | --- | -- | -- | -- | -- | -- | -- | ---- |
| 1    | Wisła Cracovie        | 56  | 30 | 17 | 5  | 8  | 44 | 29 | +15  |
| 2    | Śląsk Wrocław         | 49  | 30 | 13 | 10 | 7  | 46 | 34 | +12  |
| 3    | Legia Varsovie (C)    | 49  | 30 | 15 | 4  | 11 | 45 | 38 | +7   |
| 4    | Jagiellonia Białystok | 48  | 30 | 14 | 6  | 10 | 38 | 32 | +6   |
| 5    | Lech Poznań (T)       | 45  | 30 | 13 | 6  | 11 | 37 | 23 | +14  |
| 6    | Górnik Zabrze (P)     | 45  | 30 | 13 | 6  | 11 | 36 | 40 | -4   |
| 7    | Polonia Varsovie      | 44  | 30 | 12 | 8  | 10 | 41 | 26 | +15  |
| 8    | Lechia Gdańsk         | 43  | 30 | 12 | 7  | 11 | 37 | 36 | +1   |
| 9    | Widzew Łódź (P)       | 43  | 30 | 11 | 10 | 9  | 41 | 34 | +7   |
| 10   | GKS Bełchatów         | 40  | 30 | 10 | 10 | 10 | 31 | 33 | -2   |
| 11   | Zagłębie Lubin        | 39  | 30 | 10 | 9  | 11 | 31 | 38 | -7   |
| 12   | Ruch Chorzów          | 38  | 30 | 10 | 8  | 12 | 29 | 32 | -3   |
| 13   | Korona Kielce         | 37  | 30 | 10 | 7  | 13 | 34 | 48 | -14  |
| 14   | KS Cracovia           | 29  | 30 | 8  | 5  | 17 | 37 | 47 | -10  |
| 15   | Arka Gdynia           | 28  | 30 | 6  | 10 | 14 | 22 | 43 | -21  |
| 16   | Polonia Bytom         | 27  | 30 | 6  | 9  | 15 | 29 | 45 | -16  |

| Légende : Qualifications et relégations | Légende : Qualifications et relégations                                          |
| --------------------------------------- | -------------------------------------------------------------------------------- |
|                                         | Ligue des Champions 2011-2012 (Deuxième tour de qualification) : 1er             |
|                                         | Ligue Europa 2011-2012 (Troisième tour de qualification) : Vainqueur de la Coupe |
|                                         | Ligue Europa 2011-2012 (Deuxième tour de qualification) : 2e                     |
|                                         | Ligue Europa 2011-2012 (Premier tour de qualification) : 3e                      |
|                                         | Relégation en I Liga : 15e et 16e                                                |
|                                         | (T) : Tenant du titre (C) : Vainqueur de la Coupe de Pologne (P) : Promu         |

### Tableau des rencontres
| Résultats (▼dom., ►ext.)                                   | ARK | CRA | GKS | GOR | JAG | KOR | LPO | LGD | LEG | PBY | PVA | RUC | SLA | WID | WIS | ZAG |
| Arka Gdynia                                                |     | 3-0 | 1-0 | 2-0 | 1-0 | 2-1 | 0-3 | 2-2 | 2-5 | 2-1 | 0-0 | 0-2 | 2-2 | 1-1 | 0-1 | 1-1 |
| KS Cracovia                                                | 2-0 |     | 3-2 | 2-3 | 3-0 | 3-0 | 1-0 | 3-0 | 3-3 | 0-1 | 3-1 | 2-3 | 2-3 | 1-2 | 0-1 | 2-2 |
| GKS Bełchatów                                              | 1-1 | 1-0 |     | 1-1 | 0-0 | 1-0 | 1-0 | 1-0 | 2-0 | 2-0 | 3-2 | 3-2 | 0-1 | 1-0 | 1-1 | 0-2 |
| Górnik Zabrze                                              | 2-2 | 1-0 | 1-0 |     | 0-1 | 2-1 | 2-0 | 0-0 | 1-1 | 1-1 | 0-2 | 1-0 | 3-1 | 4-0 | 1-0 | 5-1 |
| Jagiellonia Białystok                                      | 1-0 | 4-2 | 3-1 | 2-0 |     | 4-0 | 2-0 | 1-2 | 0-0 | 3-0 | 1-0 | 2-1 | 1-1 | 1-3 | 2-1 | 2-0 |
| Korona Kielce                                              | 1-0 | 1-0 | 3-1 | 1-0 | 1-1 |     | 0-0 | 2-3 | 1-4 | 3-3 | 1-3 | 0-1 | 2-1 | 1-2 | 2-2 | 1-1 |
| Lech Poznań (T)                                            | 0-0 | 5-0 | 0-0 | 2-0 | 2-0 | 4-0 |     | 2-0 | 1-0 | 1-0 | 2-2 | 1-0 | 2-2 | 1-0 | 4-1 | 0-1 |
| Lechia Gdańsk                                              | 1-0 | 1-0 | 0-0 | 5-1 | 1-2 | 0-1 | 2-1 |     | 2-1 | 2-0 | 0-0 | 0-0 | 2-0 | 3-1 | 0-3 | 1-2 |
| Legia Varsovie                                             | 3-0 | 2-1 | 0-2 | 2-1 | 2-0 | 3-1 | 2-1 | 0-3 |     | 4-0 | 1-0 | 2-3 | 1-2 | 1-0 | 2-0 | 2-2 |
| Polonia Bytom                                              | 2-0 | 1-2 | 1-1 | 1-2 | 3-2 | 0-1 | 1-2 | 1-1 | 0-1 |     | 0-2 | 1-0 | 0-0 | 2-2 | 2-2 | 2-0 |
| Polonia Varsovie                                           | 4-0 | 3-0 | 0-0 | 0-0 | 2-0 | 1-3 | 1-0 | 1-2 | 3-0 | 2-2 |     | 3-1 | 0-1 | 0-1 | 0-1 | 2-1 |
| Ruch Chorzów                                               | 0-0 | 1-0 | 2-1 | 3-0 | 0-0 | 0-1 | 1-0 | 0-0 | 1-0 | 0-2 | 0-3 |     | 1-2 | 1-1 | 2-0 | 2-2 |
| Śląsk Wrocław                                              | 5-0 | 0-0 | 4-2 | 4-0 | 0-0 | 0-1 | 1-2 | 2-1 | 0-1 | 0-0 | 2-2 | 2-1 |     | 2-2 | 2-0 | 3-1 |
| Widzew Łódź                                                | 0-0 | 2-2 | 1-1 | 4-0 | 4-1 | 3-1 | 1-1 | 1-0 | 0-1 | 3-1 | 0-0 | 0-0 | 5-2 |     | 0-1 | 2-1 |
| Wisła Cracovie                                             | 1-0 | 1-0 | 3-1 | 0-2 | 2-0 | 2-2 | 1-0 | 5-2 | 4-0 | 2-1 | 0-2 | 3-1 | 0-0 | 2-0 |     | 1-0 |
| Zagłębie Lubin                                             | 1-0 | 0-0 | 1-1 | 1-2 | 0-2 | 1-1 | 1-0 | 3-1 | 2-1 | 2-0 | 1-0 | 0-0 | 0-1 | 1-0 | 0-3 |     |
| - Victoire à domicile - Match nul - Victoire à l'extérieur |     |     |     |     |     |     |     |     |     |     |     |     |     |     |     |     |

### Bilan de la saison
| Tableau d'Honneur |                |
| Compétition       | Vainqueur      |
| Ekstraklasa       | Wisła Cracovie |
| Coupe de Pologne  | Legia Varsovie |

| Promotions et relégations |               |
| Relégués en I Liga        | Arka Gdynia   |
| Relégués en I Liga        | Polonia Bytom |
| Promus de I Liga          | ŁKS Łódź      |
| Promus de I Liga          | Podbeskidzie  |

| Qualifications européennes 2011-2012 |                       |
| Ligue des Champions                  | Qualifié              |
| 2e tour de qualification             | Wisła Cracovie        |
| Ligue Europa                         | Qualifiés             |
| 3e tour de qualification             | Legia Varsovie        |
| 2e tour de qualification             | Śląsk Wrocław         |
| 1er tour de qualification            | Jagiellonia Białystok |

### Joueur du mois Ekstraklasa SA et Canal +
| Mois      | Joueur                 | Équipe                |
| --------- | ---------------------- | --------------------- |
| Août      | Andrzej Niedzielan     | Korona Kielce         |
| Septembre | Andrzej Niedzielan     | Korona Kielce         |
| Octobre   | Tomasz Frankowski      | Jagiellonia Białystok |
| Novembre  | Mateusz Bartczak (en)  | Zagłębie Lubin        |
| Mars      | Przemysław Kaźmierczak | Śląsk Wrocław         |
| Avril     | Marián Kelemen         | Śląsk Wrocław         |
| Mai       | Piotr Grzelczak (en)   | Widzew Łódź           |

## Statistiques

### Affluences
| Club                  | Affluence moyenne    | Évolution 2010 |
| --------------------- | -------------------- | -------------- |
| Arka Gdynia           | +05 727, spectateurs | +45,1 %        |
| Cracovia              | +08 521, spectateurs | +388,8 %       |
| GKS Bełchatów         | +03 069, spectateurs | -3,7 %         |
| Górnik Zabrze         | +08 700, spectateurs | -14,3 %        |
| Jagiellonia Białystok | +05 651, spectateurs | +9,8 %         |
| Korona Kielce         | +08 713, spectateurs | -14,4 %        |
| Lech Poznań           | +18 635, spectateurs | +141,2 %       |
| Lechia Gdańsk         | +07 254, spectateurs | -17,1 %        |
| Legia Varsovie        | +17 139, spectateurs | +430,1 %       |
| Polonia Bytom         | +03 617, spectateurs | -28,3 %        |
| Polonia Varsovie      | +04 667, spectateurs | +55,9 %        |
| Ruch Chorzów          | +05 844, spectateurs | -28,3 %        |
| Śląsk Wrocław         | +07 563, spectateurs | +23,9 %        |
| Widzew Łódź           | +08 041, spectateurs | +13,3 %        |
| Wisła Cracovie        | +15 394, spectateurs | +423,6 %       |
| Zagłębie Lubin        | +07 403, spectateurs | -7,0 %         |
| Total                 | 8 496 spectateurs    | +61,9 %        |

| Rang                 | Joueur                 | Équipe                | Buts |
| -------------------- | ---------------------- | --------------------- | ---- |
| 1                    | Tomasz Frankowski      | Jagiellonia Białystok | 14   |
| 2                    | Andrzej Niedzielan     | Korona Kielce         | 12   |
| 2                    | Abdou Razack Traoré    | Lechia Gdańsk         | 12   |
| 4                    | Artjoms Rudņevs        | Lech Poznań           | 11   |
| 5                    | Darvydas Šernas        | Widzew Łódź           | 10   |
| 6                    | Andraž Kirm            | Wisła Cracovie        | 9    |
| 6                    | Miroslav Radović       | Legia Varsovie        | 9    |
| 6                    | Artur Sobiech          | Polonia Varsovie      | 9    |
| 9                    | Cristian Díaz (en)     | Śląsk Wrocław         | 8    |
| 9                    | Piotr Grzelczak (en)   | Widzew Łódź           | 8    |
| 9                    | Maciej Jankowski       | Ruch Chorzów          | 8    |
| 9                    | Przemysław Kaźmierczak | Śląsk Wrocław         | 8    |
| 9                    | Tadas Labukas          | Arka Gdynia           | 8    |
| 9                    | Dawid Nowak            | GKS Bełchatów         | 8    |
| 15                   | 5 joueurs              | 5 joueurs             | 7    |
| 20                   | 6 joueurs              | 6 joueurs             | 6    |
| 26                   | 13 joueurs             | 13 joueurs            | 5    |
| 39                   | 16 joueurs             | 16 joueurs            | 4    |
| 55                   | 21 joueurs             | 21 joueurs            | 3    |
| 76                   | 32 joueurs             | 32 joueurs            | 2    |
| 108                  | 89 joueurs             | 89 joueurs            | 1    |
| Buts contre son camp | Buts contre son camp   | Buts contre son camp  | 28   |
| Total :              | Total :                | Total :               | 578  |
| Moyenne par match :  | Moyenne par match :    | Moyenne par match :   | 2.41 |

| Rang                | Joueur              | Équipe              | Passes |
| ------------------- | ------------------- | ------------------- | ------ |
| 1                   | Patryk Małecki      | Wisła Cracovie      | 7      |
| 1                   | Maciej Małkowski    | GKS Bełchatów       | 7      |
| 1                   | Artur Sobiech       | Polonia Varsovie    | 7      |
| 4                   | Dudu Paraíba (en)   | Widzew Łódź         | 6      |
| 4                   | Sebastian Mila      | Śląsk Wrocław       | 6      |
| 6                   | Edi Andradina (en)  | Korona Kielce       | 5      |
| 7                   | Miroslav Barčík     | Polonia Bytom       | 4      |
| 7                   | Grzegorz Bonin (en) | Górnik Zabrze       | 4      |
| 7                   | Wojciech Grzyb      | Ruch Chorzów        | 4      |
| 7                   | Tomasz Kiełbowicz   | Legia Varsovie      | 4      |
| 7                   | Marcin Kikut        | Lech Poznań         | 4      |
| 7                   | Mateusz Klich       | KS Cracovia         | 4      |
| 7                   | Sergueï Krivets     | Lech Poznań         | 4      |
| 7                   | Darvydas Šernas     | Widzew Łódź         | 4      |
| 7                   | 2 autres joueurs    |                     | 4      |
| 17                  | 13 joueurs          | 13 joueurs          | 3      |
| 30                  | 33 joueurs          | 33 joueurs          | 2      |
| 63                  | 80 joueurs          | 80 joueurs          | 1      |
| Total :             | Total :             | Total :             | 263    |
| Moyenne par match : | Moyenne par match : | Moyenne par match : | 1.43   |

### Statistiques diverses
- Buts :
  - Premier but de la saison : 10 minutes — Grzegorz Fonfara pour le GKS Bełchatów contre le Polonia Bytom, le 6 août 2010.
  - Premier but contre son camp : 102 minutes — Jarosław Fojut du Śląsk Wrocław face au KS Cracovia, le 13 août 2010.
  - Premier pénalty : 110 minutes — Tomasz Frankowski du Jagiellonia Białystok contre le GKS Bełchatów, le 14 août 2010.
  - Premier doublé : Cristian Omar Díaz (en) aux 34e et 51e minutes du match KS Cracovia – Śląsk Wrocław, le 13 août 2010.
  - Premier triplé de la saison :  Marcin Robak aux 28e, 48e et 78e minutes du match Widzew Łódź – Śląsk Wrocław, le 18 septembre 2010
  - But le plus rapide d'un match :
  - Dernier but de la saison :
  - Plus grande marge :
- Discipline :
  - Premier carton jaune : 7 minutes — Grzegorz Podstawek (de) pour le Polonia Bytom contre le GKS Bełchatów, le 6 août 2010.
  - Premier carton rouge : 81 minutes — Alexis Norambuena du Jagiellonia Białystok contre le Śląsk Wrocław, le 8 août 2010[Note 6].
  - Joueur(s) cumulant le plus d'avertissements :
  - Joueur(s) exclu(s) le plus souvent :